# Кудлаївська культура
Кудлаївська культура — одна з археологічних культур Полісся доби раннього мезоліту, що в VIII—VI тисячолітті до н. е. існувала в середній течії річки Десни, нижньому Посожжі, Прип'ятському Поліссі, верхній і середній течії Німану, на північному сході Польщі.
Основною рисою кудлаївських пам'яток є значна роль сколів при виготовленні знарядь.

## Дослідження
Кудлаївська культура отримала назву від стоянки «Кудлаївка» (Чернігівська область, Україна, сточище річки Десна), відкритої в 1925 році Рудинським М. Я.. Виділена в 1972 р. польським дослідником Козловським С., обґрунтована матеріалами Телегіна Д. Я., Залізняк Л. Л., Астравскаса Т. та ін..

## Пам’ятки
Значні матеріали отримані в XX в. у наслідку досліджень Костянтина Полікарповича, Володимира Ісаєнко, Володимира Ксендзова, Олени Колечиць, Віктора Кудряшова, Миколи Крівальцевіча.
Культура виокремлюється дослідниками за характерними пам'ятками, виявленими в місцях розкопок: Кудлаївка, Таценки, Селище, Коржі, Кухарі, Мартиновичі, Броди, Люботинь III, Криниця, Поляни, Акулинка, Кожангородок, Юр'ївичи, Білосороки, Кузари, Онисов та інші на території Волинської, Рівненської, Житомирської, Київської та Чернігівської областей.
Останнім часом виявлені в басейні Німану. На території Білорусі пам'ятники кудлаївської культури відомі з кінця XIX сторіччя. Наприклад Білосороки (Бєлая Сарока) Наровлянського району Гомельської області на правому березі Нижньої Прип’яті, - тепер полишене село Чорнобильської зони.
В процентному складі типів виробів з пам’яток культури відзначається значна схожість.
Пам'ятки датуються VIII—VI тис. до н. е.

## Вироби
Визначальними для даної культури є дрібні крем'яні пластинки та вістря з притупленим краєм, що використовувалися як вкладки в пази кістяних наконечників стріл та метальних списів. Техніка розколювання кременю - сколова, мікролітична; характерними є скребачки, різці, сокири на сколах.
Для кремінної індустрії кудлаївських пам’яток характерне переважання знарядь на сколах (пластино-сколовий показник дуже малий 0,4). Серед вістрів переважають тупоспинного типу Ставинога-Кудлаївка, яких в складі комплексів знарядь понад 25%. Такого кількості цих виробів не має жодна з середньокам’яних культур України.
Чисельні скребки (22,7%) виготовлялися вони майже виключно зі сколов. Це зазвичай круглі й підокруглі типи, менше кінцевих форм.
Роль різців у житті кудлаївського населення була незначною (4%). Різці кутові на сколах або на куту зламаної пластини, відзначені й серединні.
Трапецій середніх пропорцій й високих відносно небагато  (4%).
Зустрічаються вістря на пластинах постсвідерського типу. Наконечники стріл на пластинах зустрічаються не в рівних кількостях. Їх помітно більше на Десні та Нижній Прип'яті, але вони зовсім відсутні на Київському Подніпров'ї. Серед мікровкладишових виробів переважають вістря типу Ставинога - Кудлаївка та близькі до них форми.
Кістяних вістрів яніславіцького типу у кудлаївських комплексах обмаль, чим кудлаївська культура значно відрізняється від дніпро-прип'ятської та власне яніславицької.
Нечисельні трикутники й косі вістря коморницького типу.  Вони зустрічаються в одиничних екземплярах, а в коморницькій культурі складають 15-20% від інших мікролітів.
Пластини малочисельні (8,6%), переважно середні й дрібні; техніка їх виготовлення невисока. Типових мікролітичних з паралельними рівними гранями практично відсутні. Тільки у комплексах Надесіння (Кудлаївка), де кремінна сировина була вищої якості, й пластини кращі.
Нечисельні знаряддя (5,7%), з яких лише третина виготовлена з пластин, а інші зі сколів. Такий високий відсоток знарядь, виготовлених зі сколів, за пізньосередньокам’яної доби відзначено тільки у пісочнорівській культурі.. Перевага знарядь зі сколових заготовок в розглянутих комплексах значною мірою виникає передусім тому, що кількість пластин з ретушшю тут, як правило, невелика, а ретушованих сколів, навпаки, багато.
Нуклеуси на стоянках малочисельні, - в середньому 0,9%. Вони в більшості мають аморфний вигляд. Добре ограновані зустрічаються в одиничних екземплярах.
Кістяні вироби, як і фауна, на стоянках кудлаївского типу не збереглися.
Кудлаївське населення полювало на лісових копитних тварин (тур, лось, олень, кабан) за допомогою лука, займалося рибальством.

## Інвентар Кудлаївки
У Кудлаївці основну масу виявлених крем'яних виробів, 26 штук, становили мініатюрні вістря з рубаним краєм. Їх спочатку було названо «кудлаївськими», а після відкриття аналогічних виробів на стоянках коморницької культури (Коморниця, Ставинога) у Польщі названо «ставинога-кудлаївськими».
Також тут виявлено 5 високих трапецій й 6 наконечників на пластинах пост-свідерського вигляду. Серед високих трапецій Кудлаївки дві так звані «малі транше», - тобто високі трапеції, виготовлені зі сколів. Виявлені 4 наконечники на пластинах тут відносно невеликих розмірів (довжина до 3 см). У всіх наконечників черешок підправлений крутий ретушшю, а 2 з них, крім того, мають підправки по перу.
Виявлено 8 скребків, що виготовлені (за одним винятком) зі сколів.
Різців всього 4: 3 кутові на сколах й 1 на розі зламаною пластини.

## Цикл культур сколово-макролітичних типів
Стоянки кудлаївского й пісочнорівського типу на півночі України є продовженням культурних та технічних традицій кола пам'яток міньївоярського типу Сіверськодонеччини, Покровщина у Подесінні та інших, з якими утворюють своєрідний культурний «цикл сколово-макролітичних типів». Загальною характерною ознакою культур цього циклу є переважання в виготовленні знарядь сколових заготовок й, відповідно, особливий склад мікро-макролітичних виробів. Культури цього циклу типово східно-європейське явище; в генетичному плані вони тяжіють до пам'ятників Горішнього Наддоння, Середнього й Горішнього Надволжя.
Піздньосередньокам’яні кудлаївська й пісочнорівська культури розвивалися, однак, під значним впливом південної мікролітичної середньокам’яної культурної традиції звідки проникли мікролітична техніка обробки кременю та традиції виготовлення мікролітів. Форма останніх часто буває своєрідна, що випливає з місцевих традицій обробки кременю, наприклад виготовлення на сколових заготовках високих трапецій й наддеснянських трикутників, що на півдні зовсім не зустрічаються.

## Походження
Культура генетично пов'язана із сусідніми західними археологічними культурами: коморницькою культурою (Польща) та культурою Дювенсі (Північна Німеччина). Сформувалася в басейні Прип'яті (притока Дніпра) на початку мезоліту під впливом мігрантів з басейну Вісли. Набула поширення в межах Полісся і в другій половині мезоліту поступилася місцем новій хвилі мігрантів із заходу — людності яніславицької культури.
У формуванні кудлаївської культури брали участь носії східноєвропейського варіанту культури Федермесер фінально-палеолітичної культури сегментоподібних мікролітів типу «Боршава-2», що втілила в собі традиції кремнеобробки епігравету південної й центральної України (Залізняк Л. Л.).